# Rue Saint-Pierre-les-Dames
La rue Saint-Pierre-les-Dames est une rue de la commune de Reims, dans le département de la Marne, en région Grand Est.

## Situation et accès
La rue Saint-Pierre-les-Dames est comprise entre la place Godinot et la rue des Murs. La rue appartient administrativement au quartier Centre-ville de Reims.

## Origine du nom
La rue trouve son nom du domaine de la célèbre abbaye Saint-Pierre-les-Dames quelle traverse lors de sa percée.

## Historique
Rue percée à travers le domaine de la célèbre abbaye bénédictine de ce nom, et dont la création remonte au VIe siècle, appelée sous la Renaissance Saint-Pierre-aux-Nonnains. Cette abbaye reçut de nombreux hôtes de haut rang, parmi lesquels la reine de France Marie Stuart, femme de François II, qui y trouva un refuge avant de passer en Écosse, dont une rue voisine porte le nom.

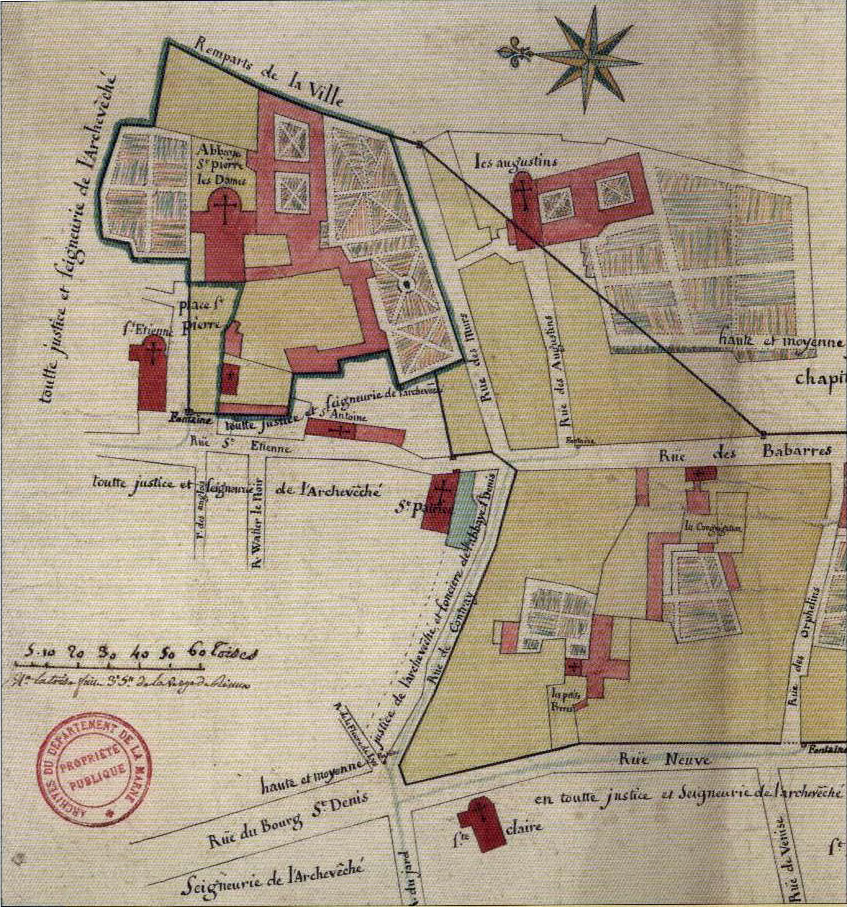
l'enceinte de l'abbaye sur un plan de 1776 archives départementales de la Marne

## Bâtiments remarquables et lieux de mémoire
- À son extrémité, se trouve la rue des Murs qui suit le tracé des murs de l’enceinte primitive de la ville de Reims.
- No 2 Immeuble remarquable, Reconstruction 1923 - Art Déco Architecte Georges BISSON, repris comme éléments de patrimoine d’intérêt local[1]. Ferronnerie et bas-reliefs Art déco.